# شیرینی شانس
شیرینی شانس یا کوکی ثروت (به انگلیسی: The Fortune Cookie) فیلمی در ژانر کمدی سیاه به کارگردانی و تهیه کنندگی بیلی وایلدر است که در سال ۱۹۶۶ منتشر شد. جک لمون و والتر ماتائو از ستارگان این فیلم هستند که برای اولین بار بود در کنار یکدیگر به ایفای نقش می‌پردازند. فیلمنامهٔ آن توسط خود وایلدر و آی ای ال دایموند نگاشته شده‌است. شیرینی شانس ۶ میلیون دلار در آمریکای شمالی و ۶٬۸ میلیون دلار در جهان فروش داشت. این فیلم در بریتانیا با عنوان ملاقات با ویلی ویپلش اکران شد.

## بازیگران
- جک لمون در نقش هری هینکل
- والتر ماتائو در نقش ویلی گینگریج
- ران ریچ در نقش لوتر (بوم‌بوم) جکسون
- جودی وست در نقش سندی هینکل
- کلیف اوزموند در نقش چستر پورکی
- لورن تاتل در نقش خانم هینکل (مادر هری و سندی)
- هری هولکام در نقش اوبرایان
- لس تریمین در نقش تامپسون
- لورن گیلبرت در نقش کینکیِد
- مارج ردموند در نقش شارلوت گینگریج
- نوآم پیتلیک در نقش مَکس
- هری دیویس در نقش دکتر کروگمن
- ان شومیکر در نقش خواهر ورونیکا
- مری‌استر دنور در نقش پرستار بدقیافه
- ند گلس در نقش دکتر شیندلر
- زیگ رومان در نقش پروفسور وینترهالتر
- آرچی مور در نقش آقای جکسون
- هاوارد مک‌نیر در نقش آقای کلیمبو
- ویلیام کریستوفر در نقش اینترن بیمارستان
- بارتلت رابینسون در نقش اولین متخصص
- رابرت پی لیب در نقش دومین متخصص
- مارتین بلین در نقش سومین متخصص
- بن رایت در نقش چهارمین متخصص
- دودی هیت در نقش راهبه
- هربی فی در نقش موری
- بیلی بک در نقش دستیار موری
- جودی پیس در نقش الوایرا
- هلن کلیب در نقش منشی وکلا
- لیسا لینسکی در نقش جینجر گینگریج
- جان تاد رابرتس در نقش جفری گینگریج
- کیت جکسون در نقش گوینده فوتبال
- هربرت الیس در نقش کارگردان تلویزیون
- دان رید در نقش گوینده خبر
- لوئیز وینا کین در نقش دختر داخل برنامه تلویزیونی
- رابرت دوکویی در نقش مرد داخل بار